# Лазарет (село)
Лазарет (рум. Lazaret) — село у повіті Сібіу в Румунії. Входить до складу комуни Бойца.
Село розташоване на відстані 190 км на північний захід від Бухареста, 26 км на південь від Сібіу, 144 км на південь від Клуж-Напоки, 141 км на північ від Крайови, 105 км на захід від Брашова.

## Населення
За даними перепису населення 2002 року у селі проживали 162 особи. Рідною мовою 159 осіб (98,1%) назвали румунську.
Національний склад населення села:
| Національність | Кількість осіб | Відсоток |
| -------------- | -------------- | -------- |
| румуни         | 122            | 75,3%    |
| цигани         | 35             | 21,6%    |
| угорці         | 5              | 3,1%     |